# Tony Hawk's Pro Skater HD
Vous lisez un « bon article » labellisé en 2016.
Tony Hawk's Pro Skater HD ou THPS HD est un jeu vidéo de skateboard de la série Tony Hawk's, développé par Robomodo et édité par Activision. Il s'agit de la réédition en haute définition, réalisée sur Unreal Engine 3, de trois niveaux de Tony Hawk's Skateboarding et quatre de Tony Hawk's Pro Skater 2, identiques aux jeux originaux tout comme les tricks. Il ne comporte que quatre personnages des jeux originaux sur dix skaters disponibles (ainsi que quatre personnages cachés). La bande son est composée de plusieurs titres de THPS et THPS2. Le jeu est sorti uniquement en téléchargement sur le Xbox Live Arcade le 18 juillet 2012, sur le PlayStation Network le 28 août 2012 et sur Steam le 18 septembre 2012. Le 4 décembre 2012, Activision et Robomodo publient le Tony Hawk's Pro Skater 3 HD: Revert Pack, un pack téléchargeable qui ajoute trois niveaux de Tony Hawk's Pro Skater 3 toujours remastérisés en HD, une nouvelle chanson et quatre personnages (dont deux issus des jeux originaux). La possibilité d'effectuer des revert sur la totalité des niveaux, initialement prévue dans le Revert Pack, est disponible gratuitement via une mise à jour en même temps que la sortie de ce dernier.
Après de nombreux épisodes dérivés dans la série Tony Hawk's ayant chacun reçu un piètre accueil critique et commercial, Activision tente de revenir aux sources de la licence grâce au remake d'une sélection de niveaux issus des trois premiers épisodes de la série principale avec le système de jeu de l'époque, dans le but de relancer la série. Cependant, l’accueil de THPS HD par la presse est mitigé voire assez critique envers la conversion. Les critiques déplorent le manque de contenu et d'innovation ainsi que la présence de bugs graphiques mais apprécient de retrouver le meilleur de la série. Le jeu est unanimement décrit comme destiné aux fans du genre. Néanmoins, les premières semaines de ventes sont très bonnes et rassurent Activision qui décide de créer une suite dans la série principale quelques mois plus tard.

## Trame

### Univers
Tony Hawk's Pro Skater HD prend place dans un univers où aucun scénario n'est défini. Les niveaux s’enchaînent du premier vers le dernier mais un système de déblocage progressif permet de jouer les niveaux dans le désordre,.

### Personnages
Tous les personnages sont des skaters célèbres du circuit professionnel de l'époque de la sortie du jeu vidéo. La reproduction des visages et du physique est fidèle à la réalité. Les skaters disponibles sont Tony Hawk, Rodney Mullen, Eric Koston, Nyjah Huston, Lyn-Z Adams Hawkins, Andrew Reynolds, Chris Cole, Riley Hawk, Jake Harrison, Emily Westlund. Les skaters déblocables sont Officer Dick, Ollie the Magic Bum, Roberta (la mascotte de Robomodo), la mascotte Xbox Live (uniquement sur Xbox 360) et Tony Hawk issu du jeu THPS (à l'effigie du personnage inclus dans le premier jeu de la série, en résolution basse),.
Tony Hawk's Pro Skater 3 HD: Revert Pack rajoute les skaters professionnels Steve Caballero et Geoff Rowley, ainsi que deux personnages à l'effigie des membres du groupe de heavy metal américain Metallica : James Hetfield et Robert Trujillo.

### Niveaux
De manière très classique pour la pratique du skateboard, le jeu s'établit dans un univers urbain. Tous les niveaux sont des niveaux remasterisés issus des trois premiers opus de la série Tony Hawk's : trois de THPS (Entrepôt, Downhill Jam et The Mall), quatre de THPS2 (The Hangar, School II, Marseille et Venice Beach) et trois de THPS3 (Aéroport, Canada et Los Angeles) ajoutés par le contenu téléchargeable Tony Hawk's Pro Skater 3 HD: Revert Pack,.

## Système de jeu
Tony Hawk's Pro Skater HD est un jeu vidéo de simulation de skateboard avec une forte emphase de style arcade au détriment du réalisme de la pratique de ce sport. L'objectif du jeu est d'obtenir un score en enchaînant et réussissant divers tricks de skateboard, tels que les slides, les flips, etc. Le système de commande reste exactement le même que dans les premiers opus : quatre boutons, un pour chaque type de figures, dont la variété peut être obtenue avec les touches de directions. Si le joueur effectue plusieurs figures dans le même mouvement (sans pause), le trick devient un combo et le score est multiplié par le nombre de tricks dans le combo. Si le joueur replaque son mouvement au sol (c'est-à-dire qu'il atterrit sans tomber), le score est acquis. Si le joueur tombe au sol à la fin du combo, le score de celui-ci n'est pas ajouté au score de la partie en cours. Tony Hawk's Pro Skater HD est un amalgame de Tony Hawk's Skateboarding et Tony Hawk's Pro Skater 2, ce qui explique qu'aucun nouveau trick, mouvement ou amélioration présents dans les jeux de la série Tony Hawk's sortis après ces deux premiers opus, n'aient été intégrés au système de jeu. À l'origine, le contenu téléchargeable issu de Tony Hawk's Pro Skater 3 appelé Tony Hawk's Pro Skater 3 HD: Revert Pack doit rajouter le revert au gameplay (c'est-à-dire la possibilité de changer de direction ou de rampe pendant un saut tout en conservant son élan). Cependant, Activision décide d'inclure gratuitement cet élément de gameplay dans tous les niveaux lors d'une mise à jour parue en même temps que le revert et ceci sans l'achat du contenu Revert Pack, à cause du retard dans les prévisions de sortie,,.

Logo du Tony Hawk's Pro Skater 3 HD: Revert Pack.

Le système de jeu est identique aux premiers opus dont THPS HD s'inspire. Le jeu propose au joueur d'effectuer des objectifs dans chaque niveau. Si le joueur réussit un objectif, il est récompensé avec des points qui peuvent être dépensés pour faire évoluer les capacités d'un personnage. Le jeu propose par exemple de récolter les lettres du mot « SKATE » disséminées dans chaque niveau ou de trouver un DVD caché (qui remplace la cassette VHS, seule concession laissée à la modernité dans l'adaptation du système de jeu). Le menu permet maintenant d'accéder à une carte indiquant l'emplacement des objectifs. En plus du mode de jeu principal, d'autres modes de jeux solo ou multijoueur sont disponibles. « Survie grosse tête » (Big Head Survival) est un nouveau mode de jeu dans lequel la tête du skater gonfle progressivement et le joueur doit enchaîner les tricks pour retarder l’explosion. Le mode de jeu Hawkman, apparu dans Tony Hawk's Project 8  est également disponible dans THPS HD : le joueur doit collecter des petites boules disséminées dans les différents niveaux, dont les diverses couleurs déterminent le type de trick qu'il est nécessaire d'effectuer pour y parvenir : les boules jaunes doivent être récoltées pendant un slide, les rouges lors d'un saut, et les bleus grâce à un wall-ride. Si le joueur récolte toutes les boules ou n'arrive pas à le faire dans le temps imparti pour réaliser un high score, le jeu s'arrête. Le mode de jeu multijoueur Graffiti est aussi réintégré dans THPS HD dans lequel il est nécessaire d'effectuer des tricks sur des éléments du décor. Si le joueur réussit son trick, l'objet sur lequel il l'a exécuté change de couleur (celle dédiée au joueur) ; si un autre joueur effectue un meilleur score sur ce même élément du décor, c'est la couleur de ce joueur qui est affichée : le but est donc d'obtenir le plus d'éléments à sa couleur. Les classements des scores en ligne sont effectués pour tous les modes, mais le jeu en ligne est limité au jeu sur console.

## Développement
THPS HD est annoncé en 2011 à l'occasion du Spike Video Game Awards (VGAs) par la diffusion d'un trailer montrant le personnage de Tony Hawk en train de skater dans le niveau Warehouse, premier niveau de Tony Hawk's Skateboarding, le premier opus de la série des Tony Hawk's. Le jeu est développé par Robomodo. C'est un retour au gameplay d'origine des jeux ayant popularisé la licence. THPS HD est le premier jeu de la série à être commercialisé uniquement par voie dématérialisée. Il ne s'agit pas d'un portage en haute définition des jeux originaux, mais d'une réunion de niveaux des deux premiers épisodes de la série, réécrits avec le code original de Neversoft sur Unreal Engine 3 pour Microsoft Windows, PlayStation 3 et Xbox 360,,.
Le 8 mars 2012, Tony Hawk déclare dans une interview réalisée par Destructoid que la moitié des chansons sont tirées de THPS et THPS2, l'autre moitié étant composée de nouvelles chansons. La bande sonore est officiellement annoncée le 23 mai 2012. Robomodo s'est chargé du choix de la bande son et le développeur principal Patrick Dwyer a notamment déclaré : « We wanted to pick new songs that had that potential where, five years from now, people hear the songs and they think of this game. (« Nous voulions choisir de nouvelles chansons capables de rappeler ce jeu aux joueurs en entendant les chansons cinq ans après. ») ». Fin août 2012, Tony Hawk explique à un journaliste de Jeuxvideo.com qu'il a été impliqué dans le développement du jeu et qu'il s'est assuré de l'authenticité de la reproduction des niveaux et que le gameplay soit le même que celui des jeux originaux.
Le contenu téléchargeable issu de Tony Hawk's Pro Skater 3, Tony Hawk's Pro Skater 3 HD: Revert Pack, est annoncé le 3 juillet 2012. Les niveaux Aéroport, Los Angeles, Canada ont été confirmés, comme la possibilité de réaliser des revert sur ces niveaux. L'ajout du skater professionnel Steve Caballero est également confirmé via une photo le 20 juillet 2012. Un second skater, Geoff Rowley, est dévoilé plus tard.

## Bande sonore
Comme annoncé en mars 2012, le jeu comporte sept morceaux tirés des deux premiers opus de Tony Hawk's (un issu de THPS et six de THPS2),. Le DLC Tony Hawk's Pro Skater 3 HD: Revert Pack rajoute la chanson All Nightmare Long de Metallica. La bande sonore est donc un mélange de rock et de hip-hop.

## Accueil

### Version originale
Lors de sa sortie, l’accueil de Tony Hawk's Pro Skater HD par la presse est mitigé, et la conversion est même assez critiquée. Gamekult note le jeu à 4 sur 10 pour la conversion PC « réalisée avec les pieds ». En avril 2015, THPS HD obtient sur l'agrégateur de notes GameRankings le score de 69,27 % sur Xbox 360, 67,40 % sur PlayStation 3 et 50 % sur PC. Sur Metacritic, il obtient 66 % sur Xbox 360, 67 % sur PlayStation 3 et 50 % sur PC (une seule évaluation). La majorité des notes reçues et répertoriées par GameRankings et Metacritic est située aux environs de 60 % ou en dessous. Les scores obtenus par le jeu s'étalent dans une fourchette démarrant à 40 % avec l'analyse de Lucas Sullivan de GamesRadar+ et culminant à 90 %, donné par Alex Rubens de G4 TV.
L'avis général des critiques sur le jeu est unanime : retrouver les niveaux mythiques des premiers épisodes de la série plaît à tous, mais ils décèlent chacun plusieurs aspects négatifs dans le jeu, qu'ils considèrent surtout comme destiné aux fans de la série. Nic Vargas d'IGN note le jeu 8 sur 10, louant son gameplay puriste tout en déplorant l'absence de certains modes de jeu tels que l'éditeur de skatepark et le mode multijoueur en écran divisé. Le journaliste miniblob du site web Jeuxvideo.com décrit un jeu plutôt destiné aux nostalgiques et regrette le manque de contenu. Lucas Sullivan de GamesRadar+ estime que les vieux fans de la franchise seront déçus par les manques du jeu, et pense que les joueurs qui n'ont pas joué aux premiers jeux de la série trouveront la mécanique et la conception de niveau légères. Destructoid donne une note de 4,5 sur 10, en indiquant que l'exécution n'est pas maîtrisée comme l'était celle des jeux originaux, tout comme certains choix de conception des développeurs. G4 TV note le jeu 4,5 sur 5, tout en encensant le mode multijoueur en ligne et la bande sonore de la version console. Official Xbox Magazine attribue quant à lui un 8 sur 10 à THPS HD.
Le journaliste Shaun McInnis du site web GameSpot relève d’innombrables bugs, notamment lors des chutes où les skaters ont des sortes de tics comme s'ils étaient possédés par des fantômes, ou voient leurs bras ou jambes disparaître dans le sol. Il estime que les visuels en haute définition sont bien détaillés, mais trouve regrettable qu'autant de glitches soient visibles dans les niveaux et estime que THPS HD dénote des remakes amenant de meilleures textures et éclairages. Miniblob estime que l'équipe de Robomodo a effectué un bon travail au niveau des graphismes, malgré un résultat limité. Selon Julien Dordain du site web JeuxActu, le jeu a au moins le mérite de proposer une amélioration graphique à la hauteur des productions actuelles en 2012, sans pour autant émerveiller.
Le journaliste miniblob remarque une prise en main qu'il qualifie de « certainement trop rigide et un peu frustrante » pour les néophytes de la série, et un gameplay qui n'a pas évolué depuis les premiers opus de la série. Tubick critique la présence de seulement sept niveaux et rappelle que THPS HD est en théorie destiné aux fans de la série, qui les débloqueront très rapidement. Le journaliste Kevin du site web Jeuxvideo.fr estime que la progression du gameplay manque de variété, qu'il qualifie d'exigeant et accessible. Pour lui, effectuer les différentes missions devient « vite lourd et rébarbatif ». Comme miniblob, il évoque une jouabilité « rigide », et déplore en outre la caméra fixe, alors qu'il aurait apprécié la possibilité de changer d'angles de vue. Shaun McInnis estime que les meilleurs niveaux de THPS2 ont été inclus, mais s'interroge sur les choix de ceux issus du premier opus, les niveaux en descente style course comme Mall et Downhill Jam, qui sont pour lui loin d'être fun. C'est pour lui « une honte » qu'aucun meilleur niveau du premier jeu ne soit inclus, d'autant plus que le jeu comporte seulement sept niveaux. Cela est pour lui révélateur d'un manque de contenu, tout comme l'absence du skater personnalisable, de l'éditeur de skatepark ou du jeu en réseau local.
Shaun McInnis remarque le jeu uniquement en ligne, ne proposant que trois jeux différents. Matthew Kato, du site web Game Informer, signale aussi le mode multijoueur qu'il qualifie « [d']une poignée de jeux », mais considère que les modes proposés sont finalement salutaires par rapport aux problématiques posées par THPS HD.
Julien Dordain estime que la bande sonore est un peu trop renouvelée, ce que confirme danielrbischoff du site web Game Revolution, qui décompte une seule chanson du premier jeu et une poignée issue de THPS2. Il la juge de qualité, mais trop répétitive. Miniblob regrette que la bande son soit limitée à quatorze titres, mais salue les sept titres issus des premiers opus de l'époque, dont certains qu'il considère comme mythiques.
Tubick, du site web Gamekult, critique la version PC, qu'il décrit péjorativement comme « faite à la truelle ». Il regrette globalement l'absence de jeu multijoueur en local et en ligne, la résolution limitée et l'impossibilité de modifier les contrôles. Mais pour lui, le plus gros problème est que « la refonte HD n'est pas aussi maîtrisée qu'attendu ». Les niveaux recréés dans l'Unreal Engine 3 rendent de beaux visuels, mais n'empêchent pas les bugs.

### Revert Pack
À l'instar de THPS HD, l'accueil du Revert Pack est mitigé, la communauté comme la presse spécialisée étant partagées par les bons côtés du jeu et ses lacunes. Pour Steve Melton du site web XBLA Fans, l'attrait et l'avis sur l'extension dépend de celui qu'on se fait sur le jeu, le Revert Pack partageant les mêmes qualités et défauts. Le Revert Pack est incontournable pour les fans, surtout car il ajoute trois niveaux mythiques de THPS3, des nouveaux personnages et une chanson de Metallica. Selon lui, les nouveaux personnages rééquilibrent bien la sélection de skaters d'origine et les niveaux rajoutés sont fidèlement reproduits. Mais certains fans pourraient être déçus que les nouveaux personnages en remplacent d'autres comme ceux des franchises Star Wars ou X-Men, ou de l'absence de certains titres comme Ace of Spades ou Blitzkrieg Bop. Grâce à son prix de vente réduit, il apporte une bonne valeur de contenu. Chris Carter du site web Destructoid remarque que les niveaux rajoutés par le Revert Pack ont déjà été réutilisés et remastérisés dans Tony Hawk's Underground 2 et il estime que ces troisièmes versions sont moins bonnes que les deux premières. Le niveau Canada n'est pas si mauvais, mais l'esprit présent dans l'original a ici disparu : il n'y a par exemple plus d'enfant en train de jouer ou d'éléments de ce genre. Les éléments extérieurs comme les bois ont un aspect artificiel. Canada est le niveau le plus facile, mais cela reste logique pour un premier niveau. Selon lui, Aéroport est le moins bon des trois niveaux et diffère de l'original, se déroulant la nuit, et comme les autres niveaux, il ne comporte aucun personnage non-joueur, ce que regrette Chris Carter. Il remarque que le raccourci situé au départ a disparu ce qui oblige à uniquement descendre le niveau ; les lumières étranges créées par des néons ont également été retirées. Il considère Los Angeles comme le meilleur niveau et apprécie que les nouveaux personnages amènent de nouveaux tricks.

### Ventes
Malgré un accueil mitigé, les ventes de Tony Hawk's Pro Skater HD sont bonnes, s'élevant à 120 000 unités sur Xbox 360 au bout de la première semaine, alors que le jeu n'est même pas encore sorti sur le PlayStation Network. Ces bonne ventes permettent même à Activision d'évaluer le potentiel de la série Tony Hawk's, pourtant vieillissante, et révèle au site Gamasutra par le biais du patron de Robomodo, Josh Tsui, qu'un nouvel épisode sera développé.

## Postérité
Le  série Tony Hawk's peut se vanter d'avoir réussi à dépasser le cadre virtuel et influencer les joueurs en poussant une génération d’adolescents à pratiquer le skateboard. Cependant, Activision, propriétaire de la licence, a usé le filon jusqu'à l’épuisement, comme elle l'a fait avec la licence Guitar Hero, jusqu'à la faire tomber en désuétude. C'est la raison pour laquelle Activision a choisi de puiser dans les premiers opus pour Tony Hawk's Pro Skater HD. Pourtant, pour Tubick du site web Gamekult, il « ne restera que la relique d'une vieille série aux mécaniques usées par le temps et les déclinaisons incontrôlées ». Pour le journaliste Shaun McInnis du site web GameSpot, THPS HD résume bien la série Tony Hawk's dans son ensemble, « pour le meilleur et pour le pire ».
Mi-juillet 2017, Tony Hawk's Pro Skater HD est retiré du catalogue Steam, PlayStation Store, Xbox Live Arcade et sur le Microsoft Store, même si le jeu reste visible sur ce dernier.
Robomodo, pourtant réputé pour créer des jeux de piètre qualité, et malgré l’accueil en demi-teinte de Tony Hawk's Pro Skater HD, est toutefois choisi par Activision pour créer le jeu suivant de la série Tony Hawk's, un nouvel épisode dans la série principale Pro Skater. Intitulé Tony Hawk's Pro Skater 5, il est considéré dès sa sortie comme médiocre.